# Yvette Yzon
Maria Aurora Yvette Chio Dimao, plus connue sous le pseudonyme Yvette Yzon, est une actrice américaine, surtout connue pour ses rôles dans les films de Bruno Mattei, parmi lesquels L'Île des morts-vivants (2007) et Zombie : La Création (2008).

## Biographie

### Vie privée
Elle est mariée au producteur italien Giovanni Paolucci.[réf. souhaitée]

## Filmographie
- 2001 : Baliktaran: Si Ace at si Daisy
- 2002 :  Hustler
- 2003 : Ligaya... katumbas ng buhay
- 2003 : Mga babae sa VIP rooms
- 2005 : Un brivido sulla pelle : stripteaseuse
- 2005 : Segreti di donna : Jane Dimao
- 2005 : Segreti di donna 2 : Jane Dimao
- 2006 : Jail: A Woman's Hell (Anime Perse) : Jennifer
- 2007 : L'Île des morts-vivants : Sharon
- 2008 : Zombie : La Création : Sharon
- 2010 : My Lai Four : Thi Le